# MKAD (Moscou)

L'MKAD al mapa de Moscou

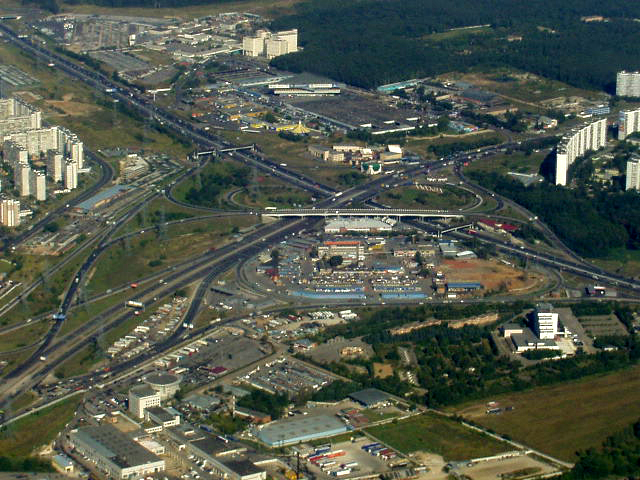
Intercanviador de l'MKAD amb l'autopista M2

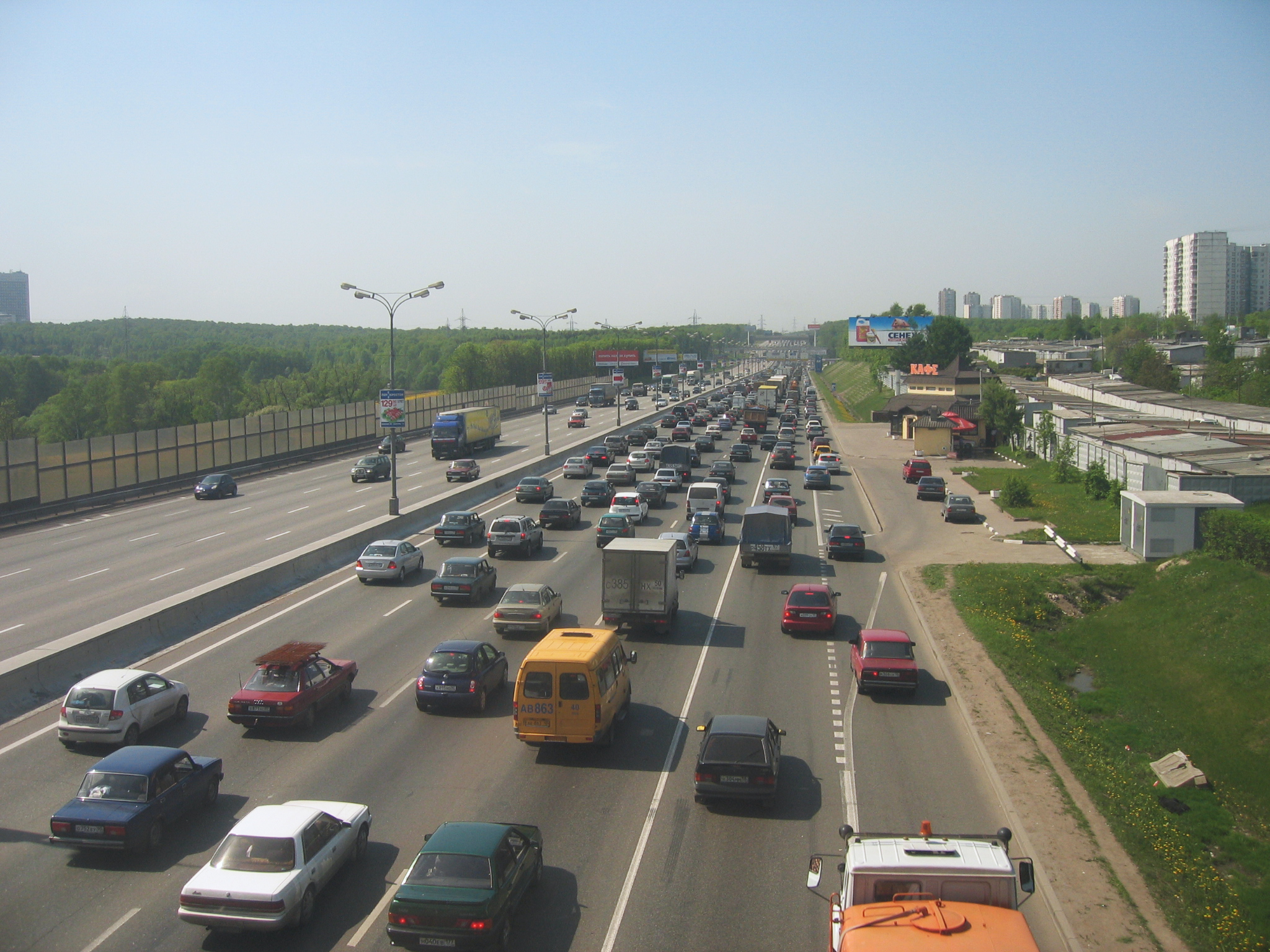
Hora punta a l'MKAD

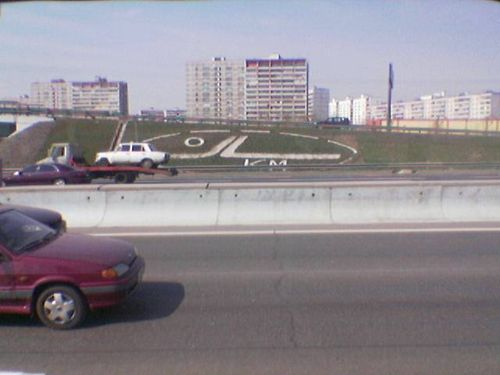
Punt zero de l'MKAD

L'MKAD és una carretera de circumval·lació de la ciutat de Moscou. L'acrònim és una transliteració del rus МКАД, per Московская Кольцевая Автомобильная Дорога (transliteració: Moskovskaia Koltsevaia Avtomobilnaia Doroga, o Carretera de Circumval·lació d'Automòbils de Moscou).
El creixement de tràfic dins i al voltant de Moscou durant els anys 1950 va fer que els planificadors de la ciutat s'adonessin que la metròpoli més gran de Rússia necessitava que una derivació redirigís el nou tràfic cap a les vies principals que discorren a través de la ciutat. Obert el 1961, el MKAD tenia quatre carrils d'asfalt que s'estenien 108,9 quilòmetres al llarg de les fronteres de ciutat. Encara que no era una autopista, disposava d'intercanviadors en cruïlles essencials, molt pocs semàfors i un límit de velocitat de 100|km/h. Entre els conductors era coneguda com a "La Carretera de Mort" per la seva pobra il·luminació.
Durant molt de temps el MKAD servia del límit administratiu de ciutat de Moscou, fins als anys 1980.
Moscou començà a annexionar-se territori a fora de la carretera de circumval·lació. El desembre de 2002 Bulvar Dmitriya Donskogo es convertia en la primera estació de Metro de Moscou que obria més enllà dels límits de l'MKAD.
El 1995-1997 la carretera s'eixamplà des dels quatre carrils inicials a deu, mentre totes les interseccions es feren passos a desnivell, es construïren ponts per vianants, s'eliminaren semàfors, i una barrera sòlida s'instal·là en la mediana. El 2001 a tots els vehicles lents se'ls prohibí ingressar al MKAD i la carretera renovada rebé de l'alcaldia la designació d'autopista.